# Fosse no 1 - 1 bis des mines de Nœux
La fosse no 1 - 1 bis dite Adrien Aubé de Bracquemont ou fosse de Nœux de la Compagnie des mines de Nœux est un ancien charbonnage du Bassin minier du Nord-Pas-de-Calais, situé à Nœux-les-Mines. Les travaux de la fosse no 1 commencent le 1er avril 1851. Grâce à un fonçage sans problème, la fosse commence à produire en 1852, et devient très rapidement bien productive, puisque des innovations technologiques y ont été appliquées. Le puits no 1 bis est commencé en mai 1883. Doté d'installations modernes et plus importantes, il devient rapidement le seul à extraire, le puits no 1 assurant l'aérage. En parallèle, les grands bureaux et les ateliers centraux de la compagnie sont bâtis à côté de la fosse. Des cités, puis une église ont été bâtis pour les mineurs. Un terril no 36, 1 de Nœux, est édifié au nord de la fosse. Une coopérative des ouvriers mineurs et une pharmacie centrale sont construites près de la fosse. Le puits no 1 est comblé en 1936 ou 1938, ses installations sont détruites.
La Compagnie des mines de Nœux est nationalisée en 1946, et intègre le Groupe de Béthune. Les installations de la fosse no 1 bis sont modernisées en 1948. Des habitations nouvelles sont bâties au nord-est de la fosse. La fosse ferme en 1968, date à laquelle le puits est remblayé, une partie des installations détruites, et le carreau de fosse reconverti immédiatement en zone industrielle.
Au début du XXIe siècle, Charbonnages de France matérialise les têtes des puits nos 1 et 1 bis. Un sondage de décompression S53 est installé au nord du puits no 1. Les cités ont été rénovées, et le terril, entièrement boisé, est un espace vert. En 2009 et 2010, les installations restantes de la fosse, les ateliers centraux, les grands bureaux, l'église Sainte-Barbe, la coopérative des ouvriers mineurs, et la pharmacie centrale sont inscrits aux monuments historiques.

## La fosse

### Fonçage
La fosse no 1, également nommée fosse de Nœux ou Adrien Aubé de Bracquemont, est commencée le 1er avril 1851, par la Compagnie des mines de Vicoigne-Nœux sur le territoire de Nœux-les-Mines, à 1 400 mètres au sud-est du clocher du village, et à 80 mètres à l'est de la grande route de Béthune à Arras.
Le puits est entrepris à l'altitude de 57,89 mètres. Le niveau est passé au moyen d'une machine d'épuisement à traction directe de 120 chevaux, actionnant deux jeux de pompes de 2,50 mètres de course, et de 41 centimètres de diamètre. Le diamètre du puits est de quatre mètres. La venue d'eau maximale a été de 4 320 m3 en 24 heures. Le puits est cuvelé en chêne depuis 26 mètres de profondeur, jusqu'à 93,92 mètres. Le terrain houiller est atteint à la profondeur de 158,88 mètres,,, le 15 février 1852.

### Exploitation

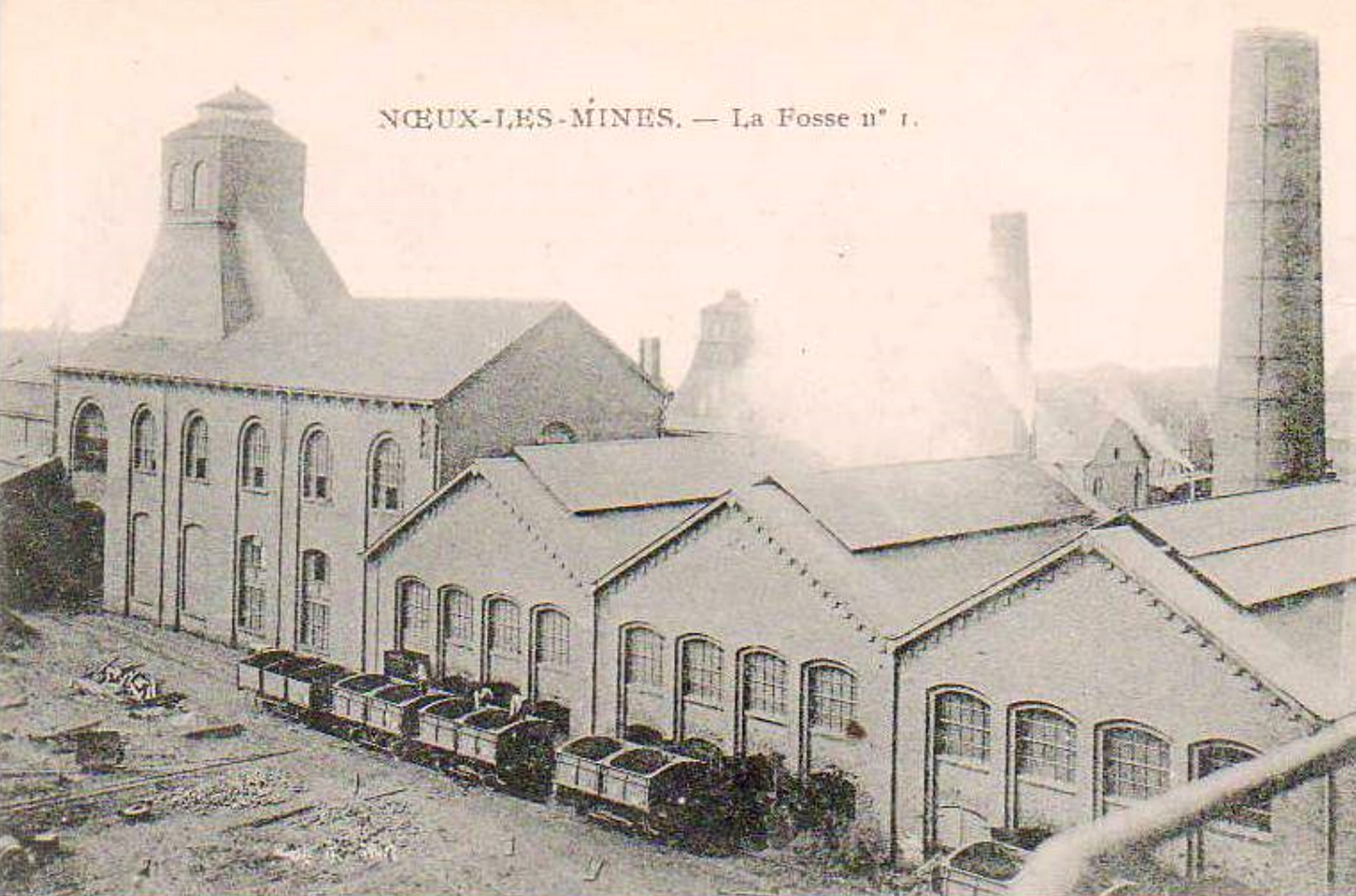
Les installations du puits no 1 bis.

La houille est atteinte le 11 avril 1852, et entre en production dans le courant de l'année. La première charrette de charbon extrait est envoyée à Béthune, et son contenu est distribué aux habitants. Une année a suffi pour créer un siège d'exploitation qui entre immédiatement en production. La fosse a bénéficié de certaines innovations. Le passage des niveaux a été rendu possible grâce à la première application de la machine d'épuisement à traction directe, et le puits no 1 est doté de la première machine d'extraction à deux cylindres oscillants sans engrenages. Adrien Aubé de Bracquemont applique le premier à la fosse de Nœux les grandes installations qui ont ensuite été imitées dans toutes les fosses ouvertes à partir de ce moment dans le Nord et le Pas-de-Calais : diamètre de puits de quatre mètres au lieu de trois mètres employé jusqu'alors, machine de fonçage de quinze à vingt chevaux, machine d'épuisement à traction directe pour passer les niveaux, machine d'extraction à deux cylindres, sans engrenages, ventilateurs, cages, etc. moyens nouveaux alors, et qui ont conduit aux puissantes extractions réalisées depuis,.
La fosse de Nœux produit pendant l'exercice 1852-53 346 661 hectolitres et 537 050 hectolitre pendant l'exercice 1853-54. Elle a été, après la fosse de Courrières dont l'exploitation de charbon maigre est toujours restée très limitée, la première fosse du nouveau bassin qui donne des houilles grasses et en quantités importantes. Le gisement est assez accidenté. La houille y est grasse et à courte flamme.

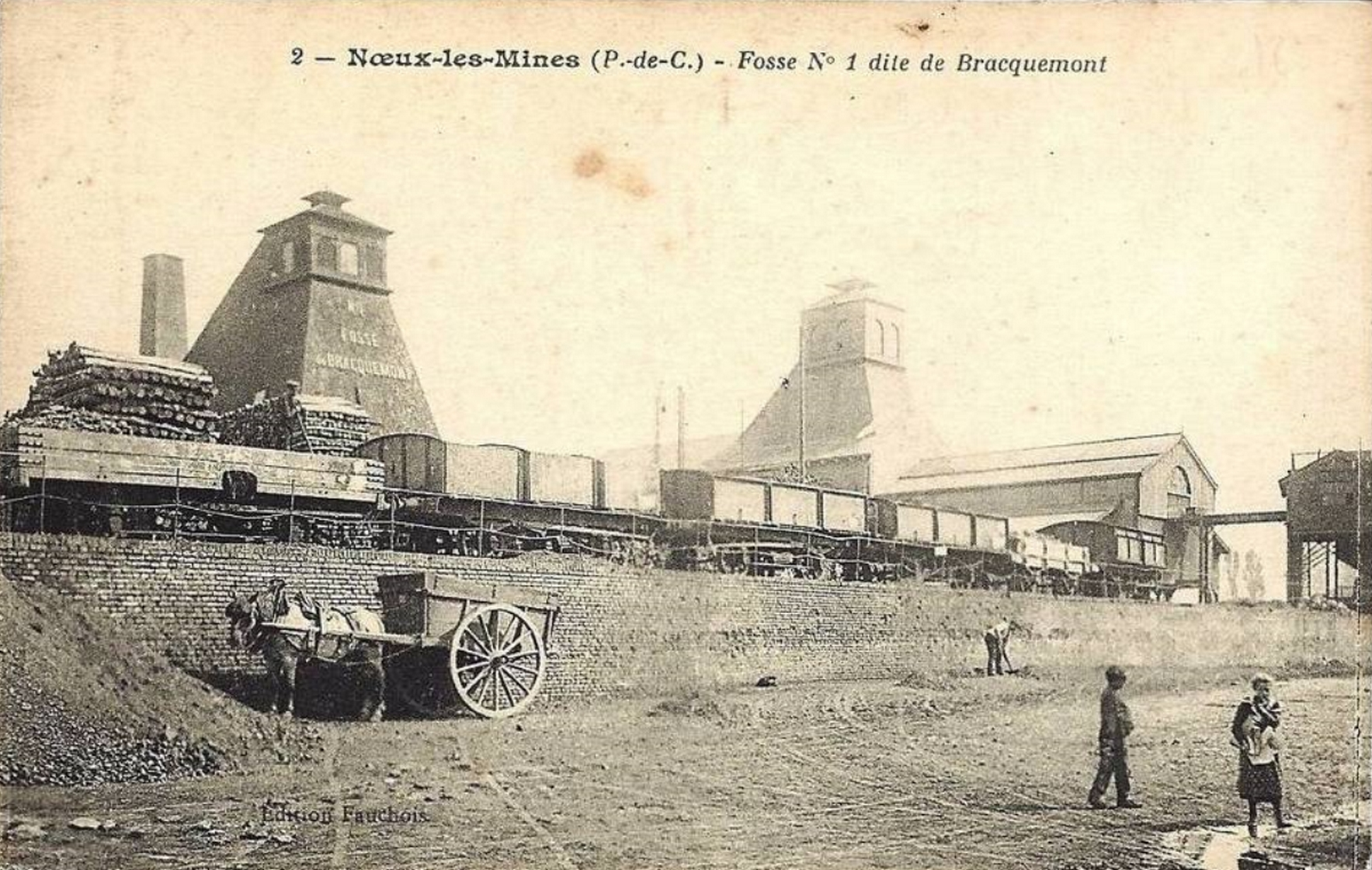
Les puits nos 1 et 1 bis.

Un coup de poussière tue trois mineurs le 7 juin 1885. Le puits no 1 bis est commencé en mai 1883, à 63 mètres au sud-ouest du puits no 1. Le niveau est passé sans difficulté. La venue d'eau maximale a été de cinquante mètres cubes par jour. Le puits est cuvelé en fonte entre 22 et 32 mètres, et en chêne jusqu'à 86,03 mètres. Son diamètre est de 4,70 mètres. À la mise en service du puits no 1 bis, le puits no 1 ne sert plus qu'à l'aérage. Dans les années 1890, le puits no 1 est profond de 402 mètres et le puits no 1 bis de 525 mètres. Les accrochages de la fosse sont établis à 187, 214, 256, 294, 350, 394, 443 et 493 mètres.
Le puits no 1, profond de 634,95 mètres, est remblayé en 1936 ou 1938. À partir de cette date, la fosse devient la fosse no 1 bis, puisque le puits no 1 n'existe plus, ses installations sont détruites.
La Compagnie des mines de Nœux est nationalisée en 1946, et intègre le Groupe de Béthune. Les installations de la fosse no 1 bis sont modernisées en 1948. La fosse cesse d'extraire en 1968, date à laquelle le puits no 1 bis, profond de 703,87 mètres, est remblayé. Le site est immédiatement reconverti en zone industrielle, et le 28 décembre 1968, à onze heures, la première citerne Sidrat de 3 000 litres sort de l'usine de Nœux.

### Reconversion
Au début du XXIe siècle, Charbonnages de France matérialise les têtes des puits nos 1 et 1 bis, et dote le puits no 1 bis d'un exutoire de grisou. Le BRGM y effectue des inspections chaque année. Un sondage de décompression S53 est effectué à 26 mètres au nord du puits no 1 du 17 mai au 2 juin 2005. D'un diamètre de neuf centimètres, il a atteint la profondeur de 188,90 mètres,. Il subsiste plusieurs bâtiments de la fosse, dont le portail d'entrée, et les bâtiments du puits no 1 bis.
Les façades et les toitures des bâtiments et l'enceinte de l'ancien carreau de la fosse no 1 - 1 bis, comprenant le bâtiment de la machine d'extraction du puits no 1 bis avec ses dispositifs techniques encore en place, les ateliers qui lui sont accolés, les magasins et les écuries situés à l'arrière du carreau et le garage en béton armé situé à l'entrée du carreau sur la rue Nationale, et l'enceinte en briques sur la rue Nationale avec sa guérite d'entrée font l’objet d’une inscription au titre des monuments historiques depuis le 1er décembre 2009.
Un cabinet d'étude réfléchi à l'avenir du site et doit rendre ses conclusions à l'automne 2018.

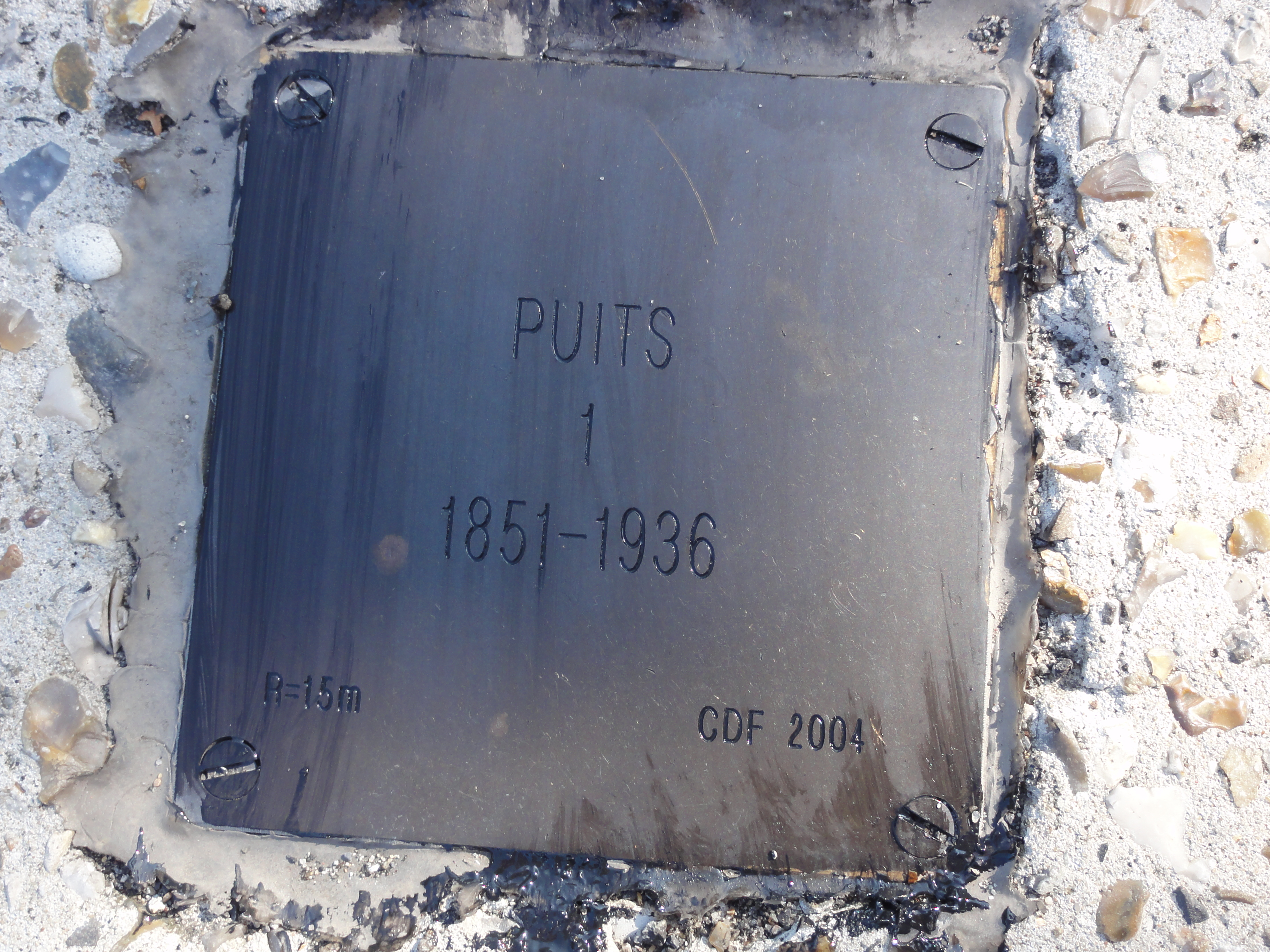
Puits no 1, 1851 - 1936.
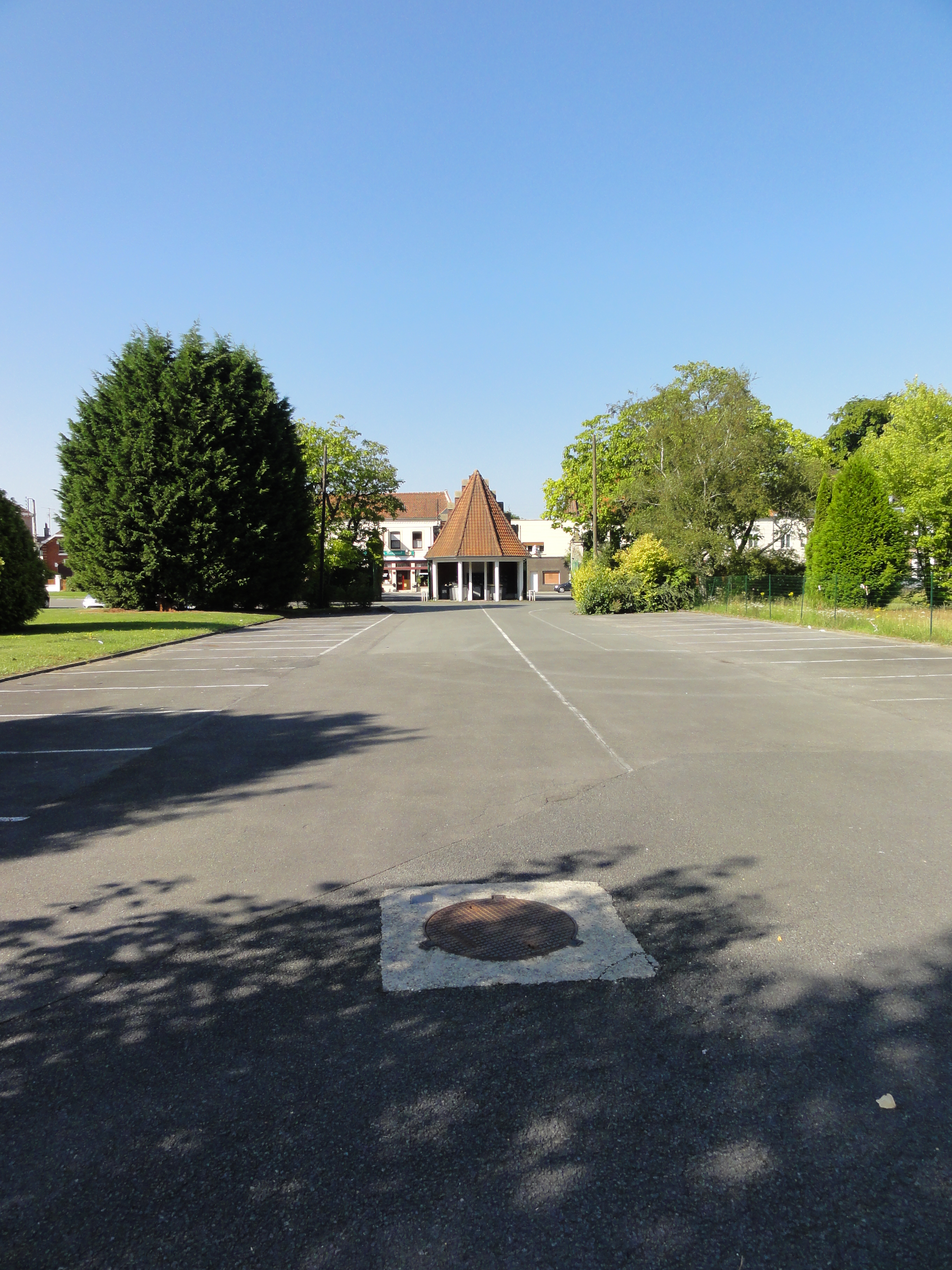
Le puits no 1 dans son environnement.
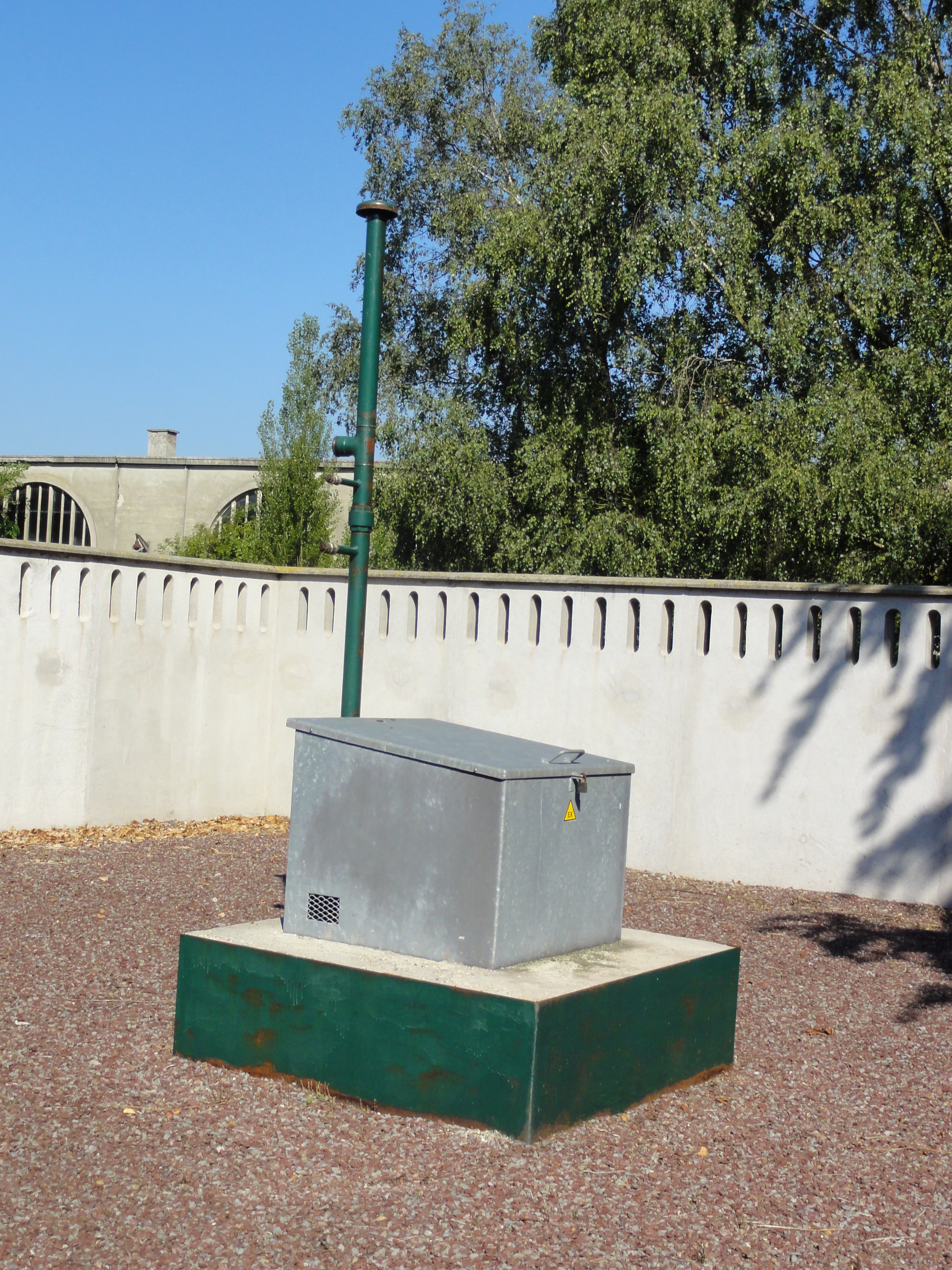
Le sondage de décompression S53, près du puits no 1.
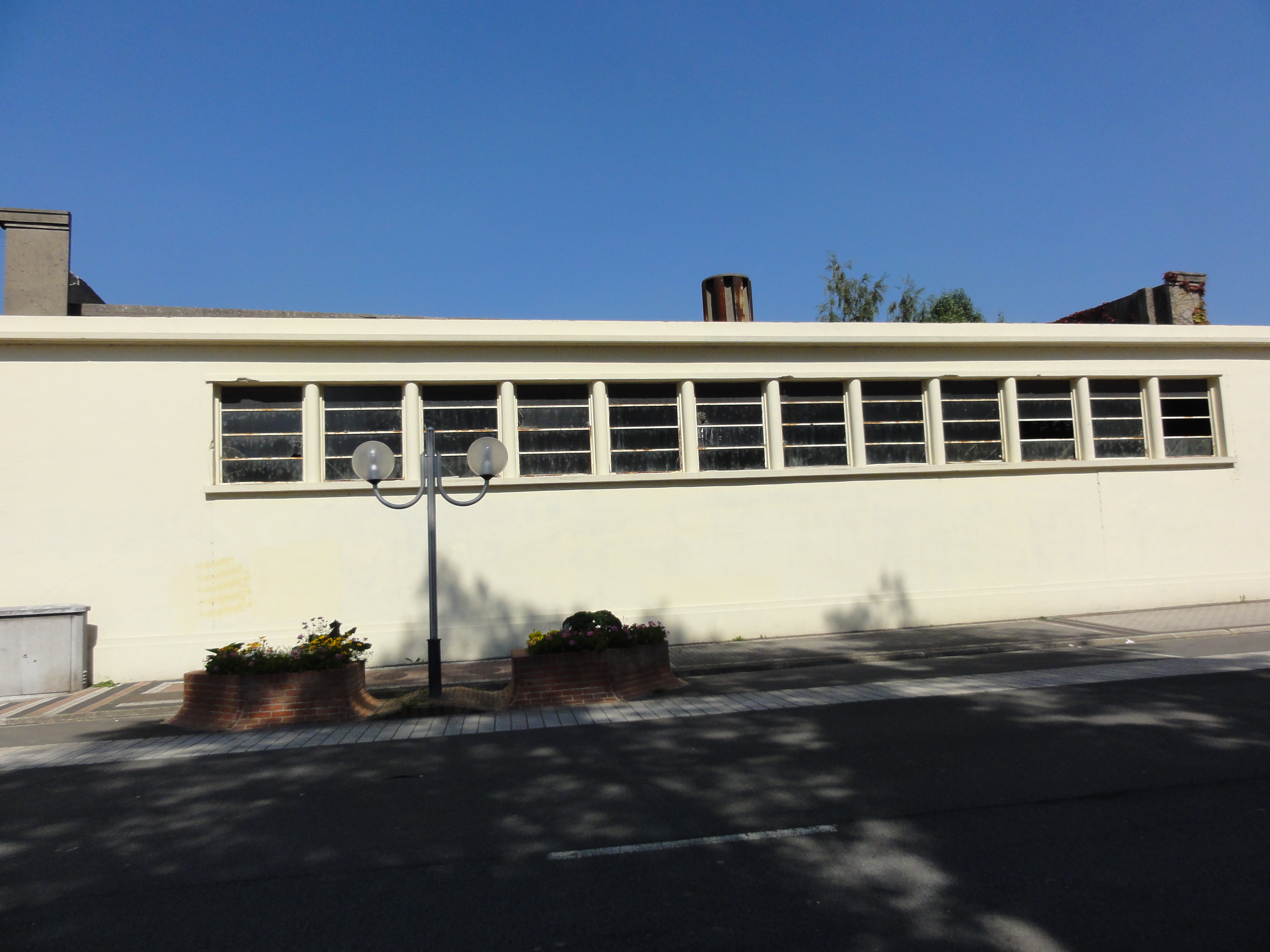
Un bâtiment en béton armé.
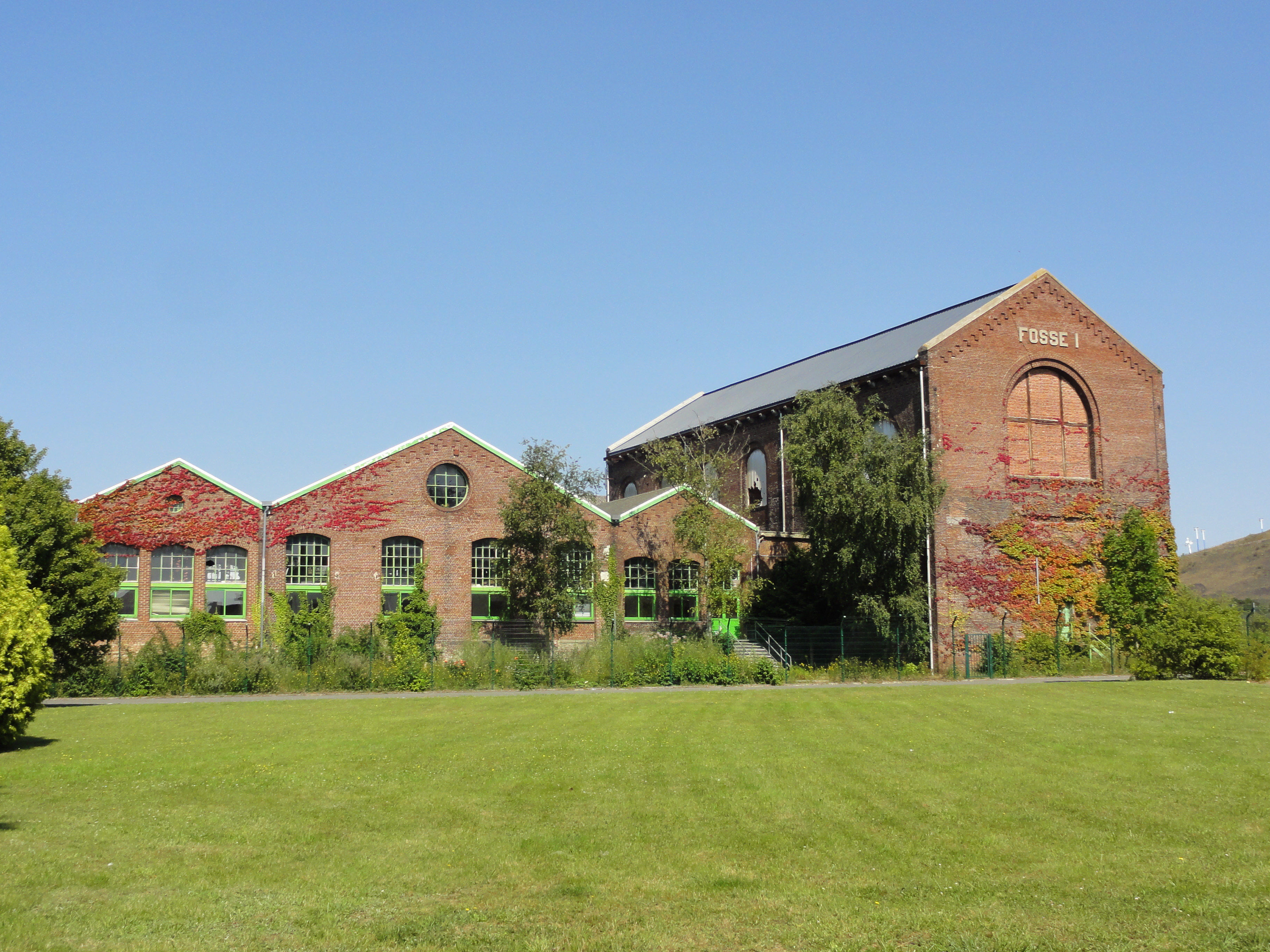
Les installations du puits no 1 bis.
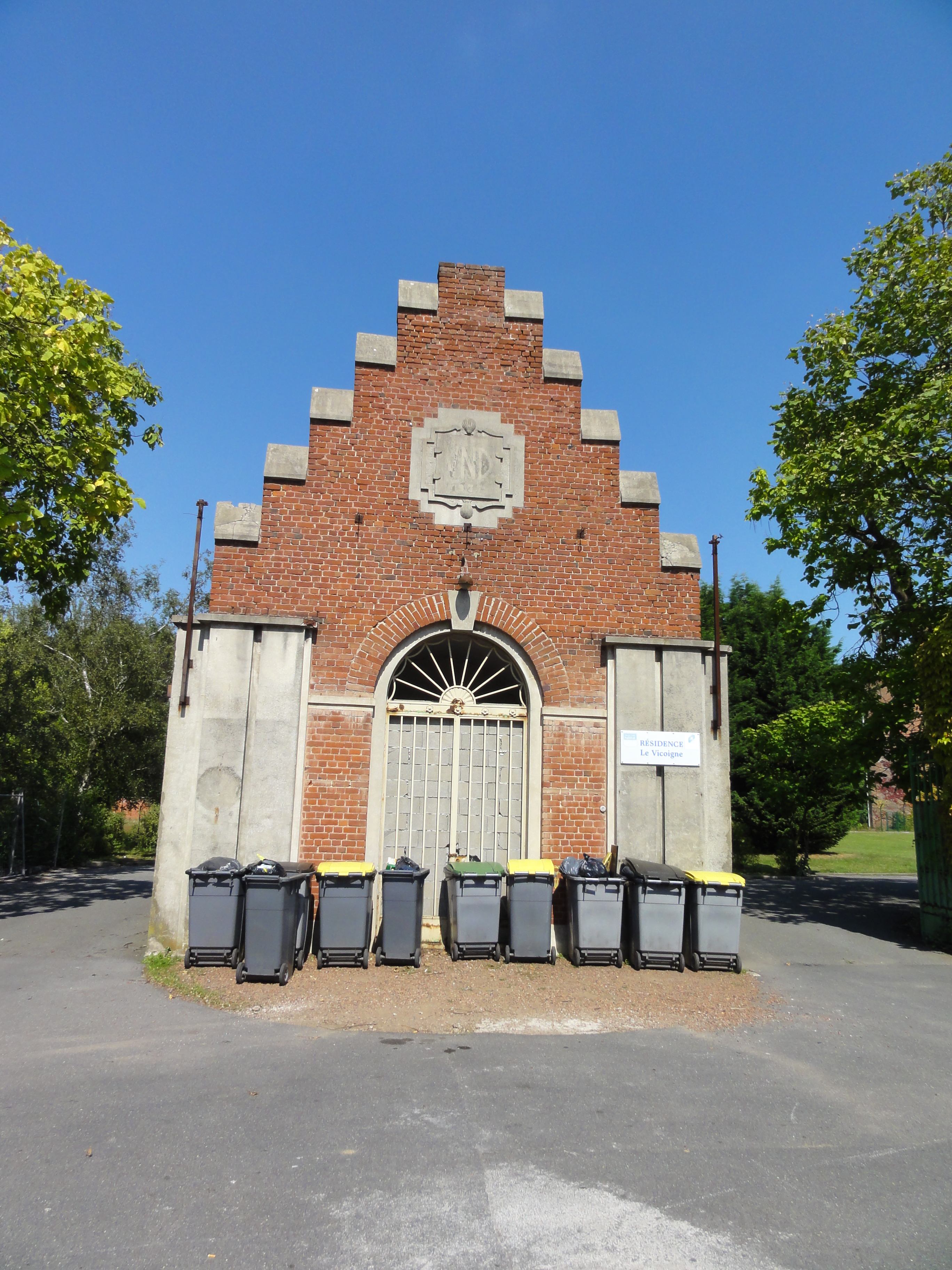
La guérite à l'entrée de la fosse.

## Le terril
50° 28′ 22″ N, 2° 40′ 22″ E

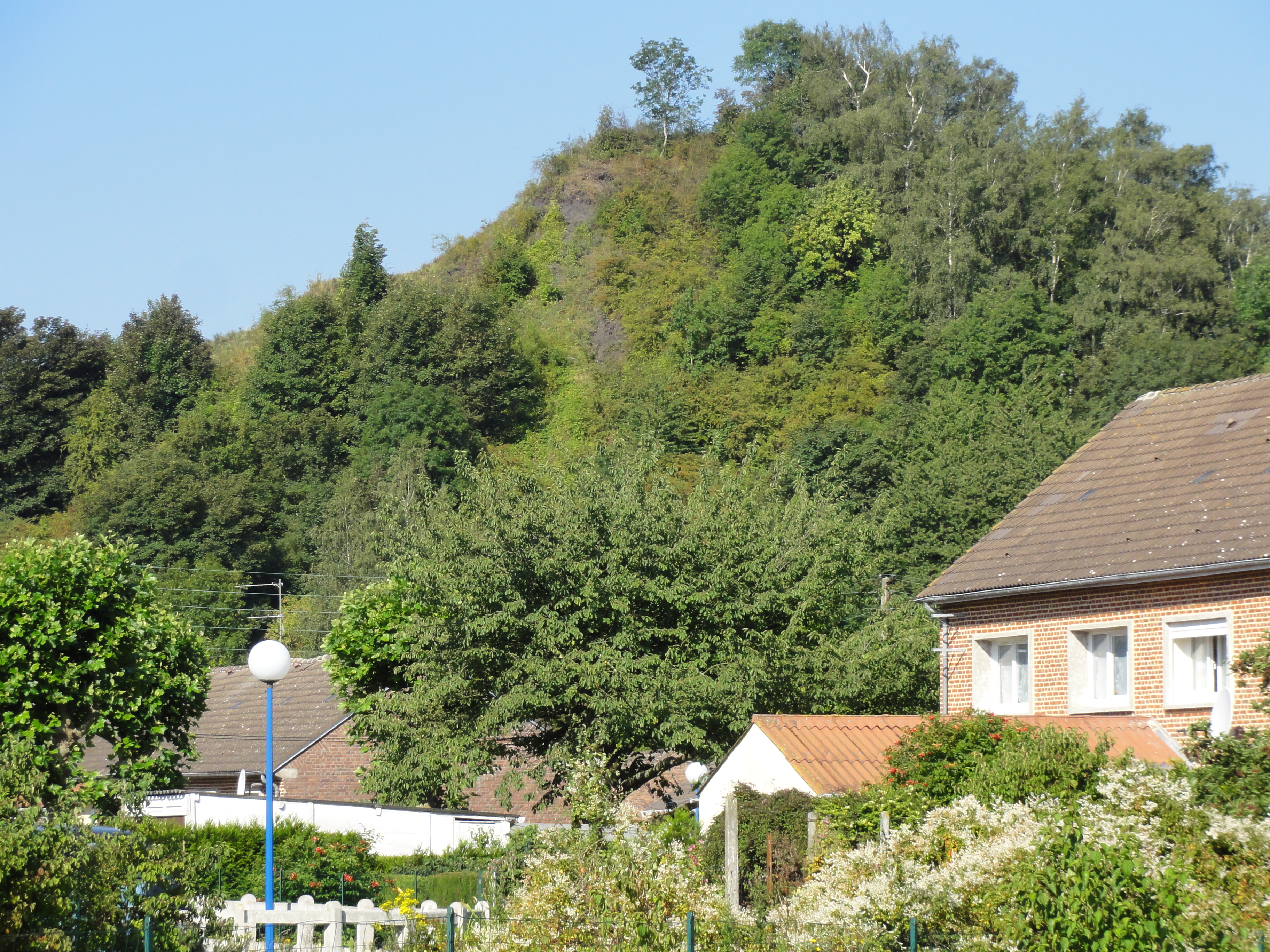
Le terril 1 de Nœux.

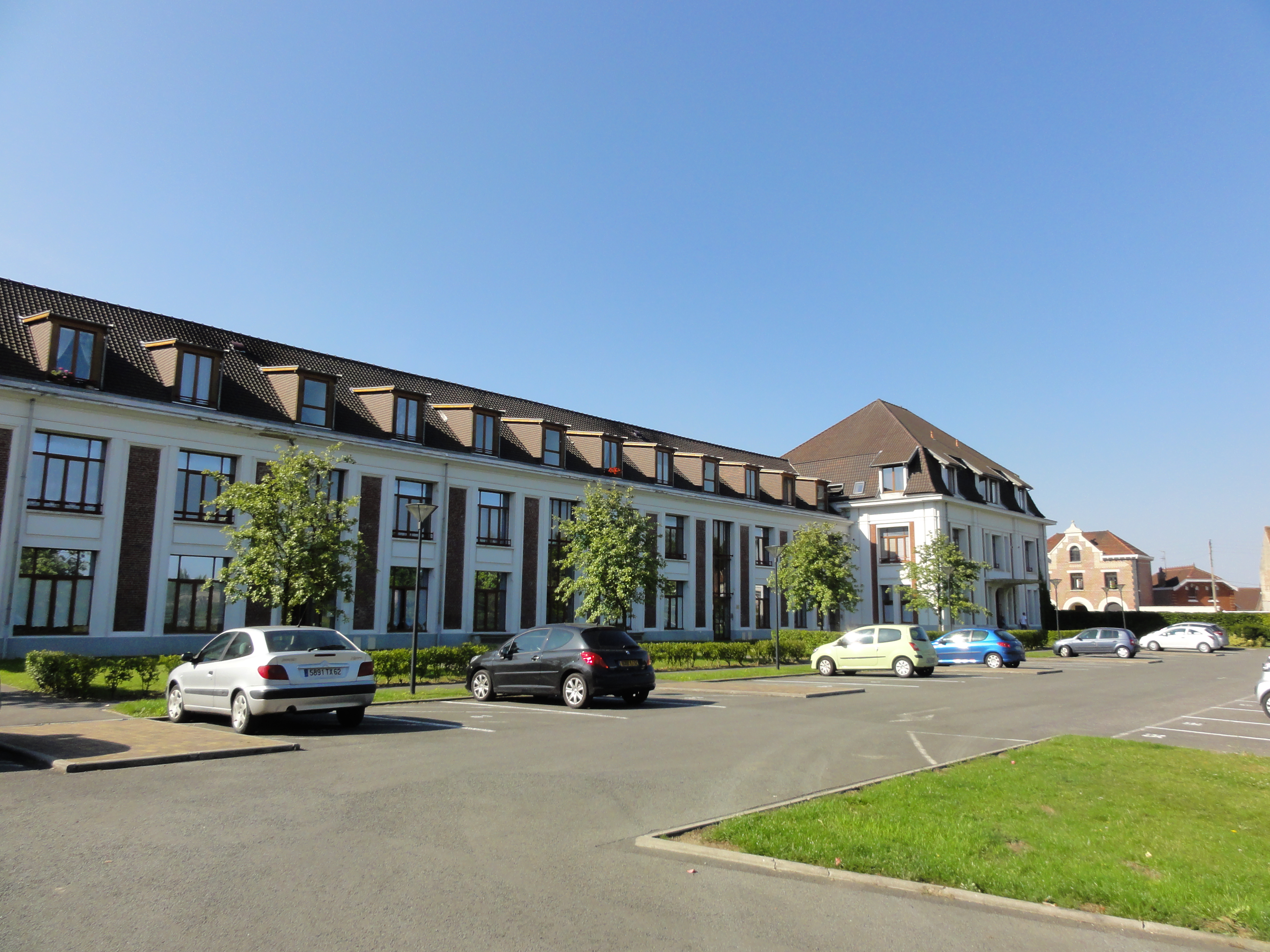
Les grands bureaux.

Le terril no 36, 1 de Nœux, situé à Nœux-les-Mines, est un petit terril conique alimenté par la fosse no 1 - 1 bis des mines de Nœux. Préservé, il est entièrement boisé,.

## Les grands bureaux
50° 28′ 11″ N, 2° 40′ 19″ E
Les façades et les toitures des grands bureaux font l’objet d’une inscription au titre des monuments historiques depuis le 1er décembre 2009.

## Les ateliers centraux

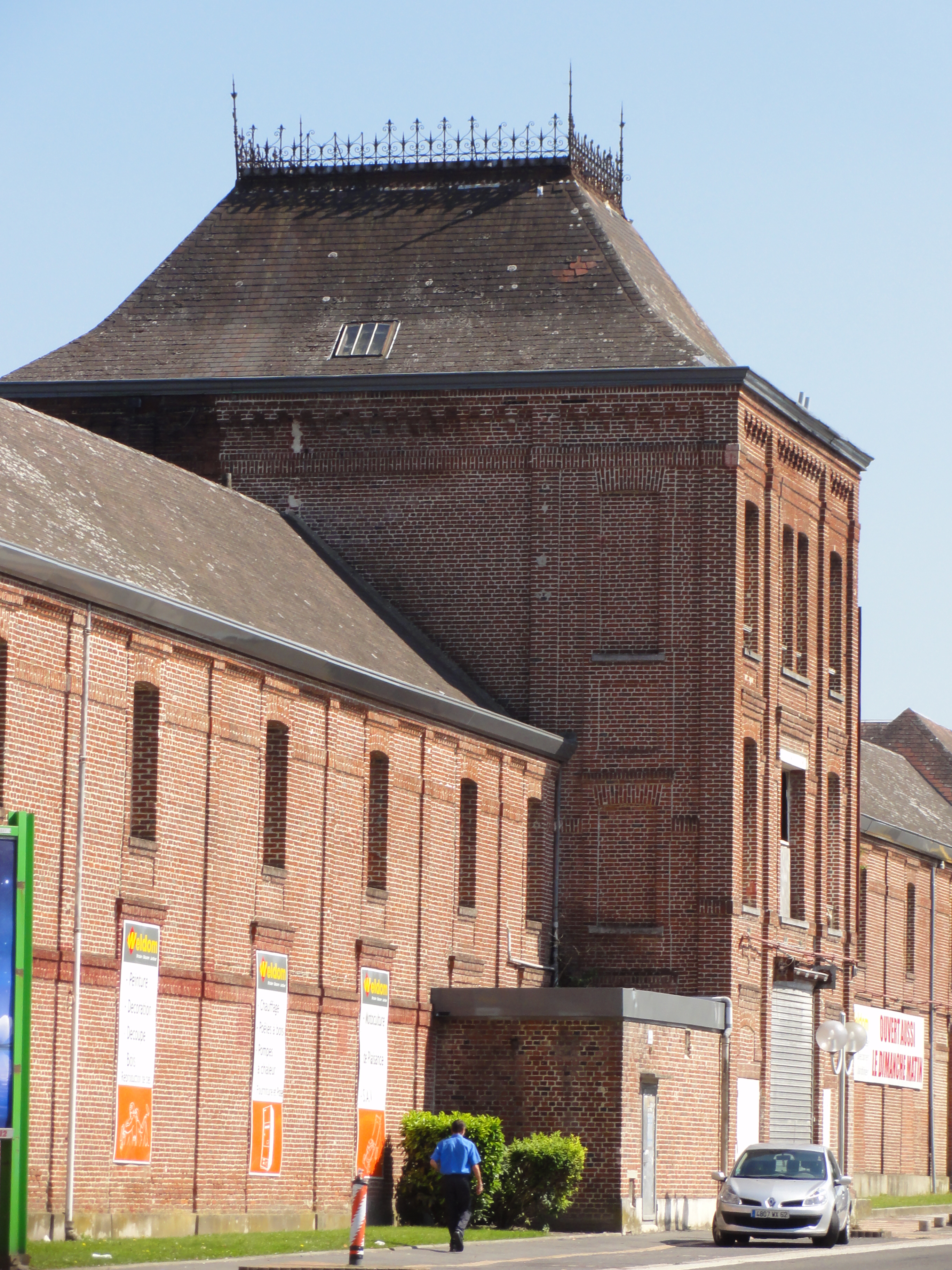
Les ateliers centraux.

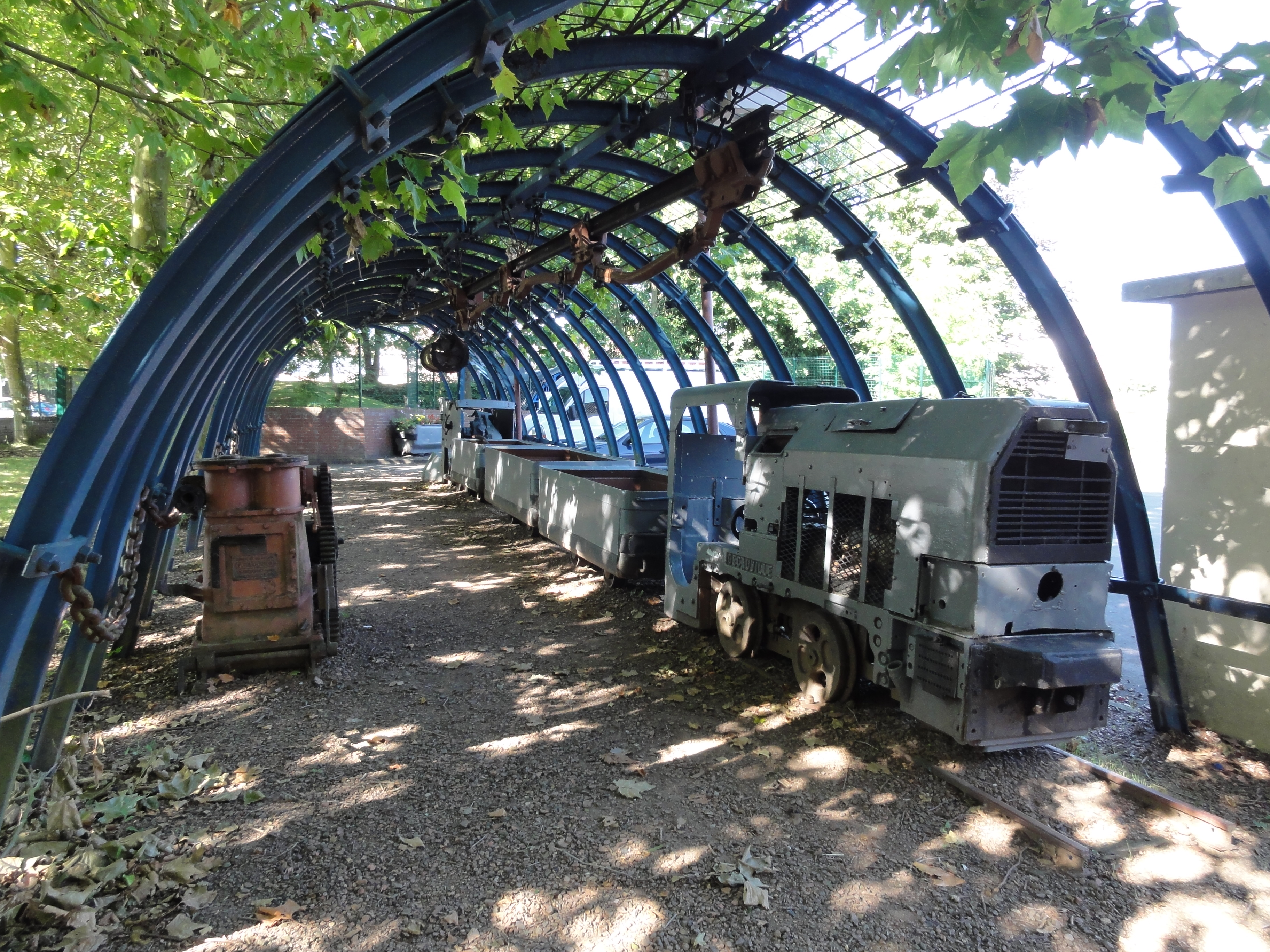
Le musée de la mine.

50° 28′ 08″ N, 2° 40′ 20″ E
Les façades et les toitures des ateliers centraux font l’objet d’une inscription au titre des monuments historiques depuis le 1er décembre 2009.

## Le musée de la mine
50° 28′ 24″ N, 2° 40′ 11″ E
Un petit musée de la mine a été établi à proximité de la fosse no 1 - 1 bis.

## Les cités
De vastes cités ont été établies autour de la fosse no 1 - 1 bis.

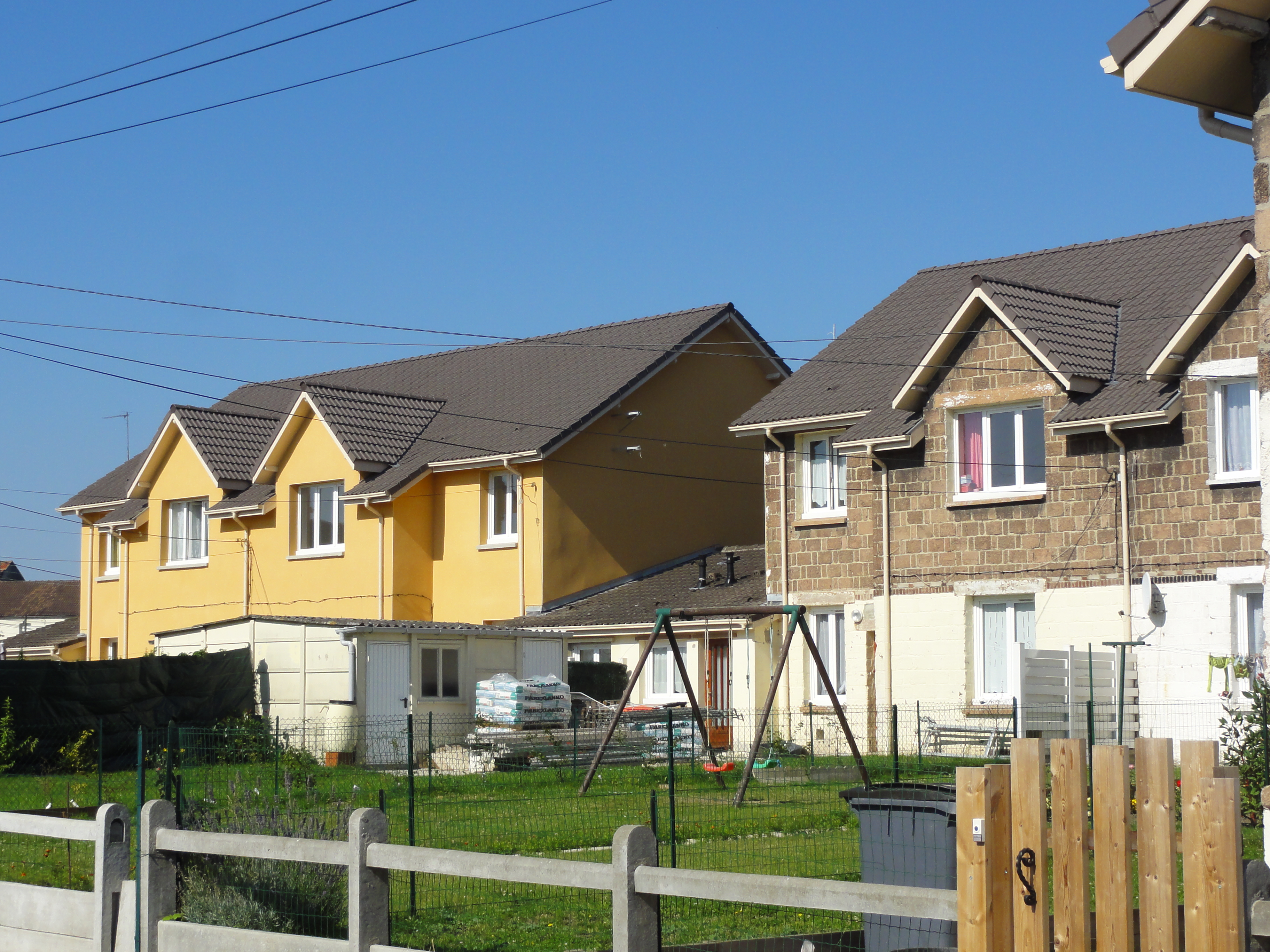
Des habitations rénovées groupées par deux.
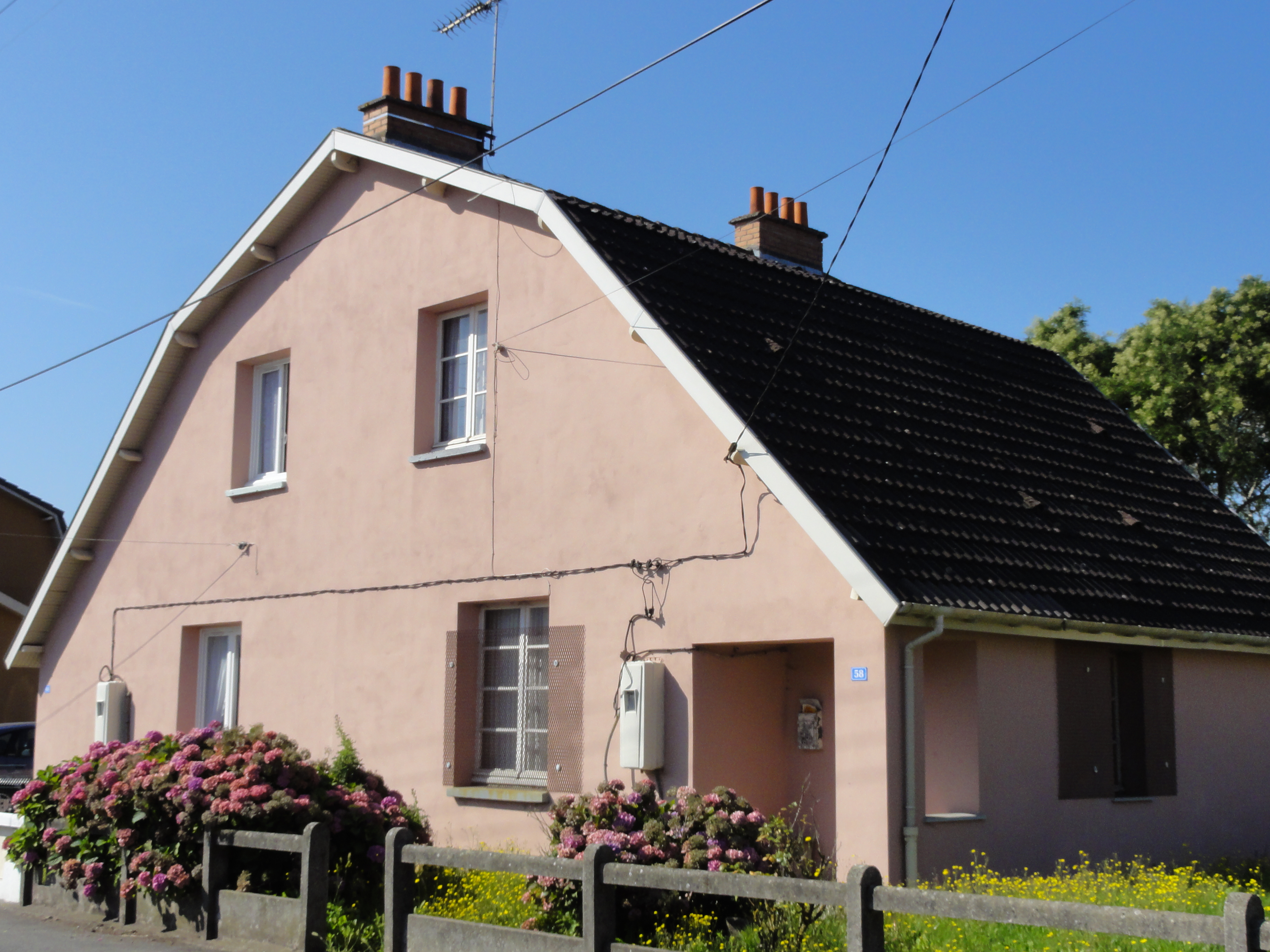
Des habitations groupées par deux.
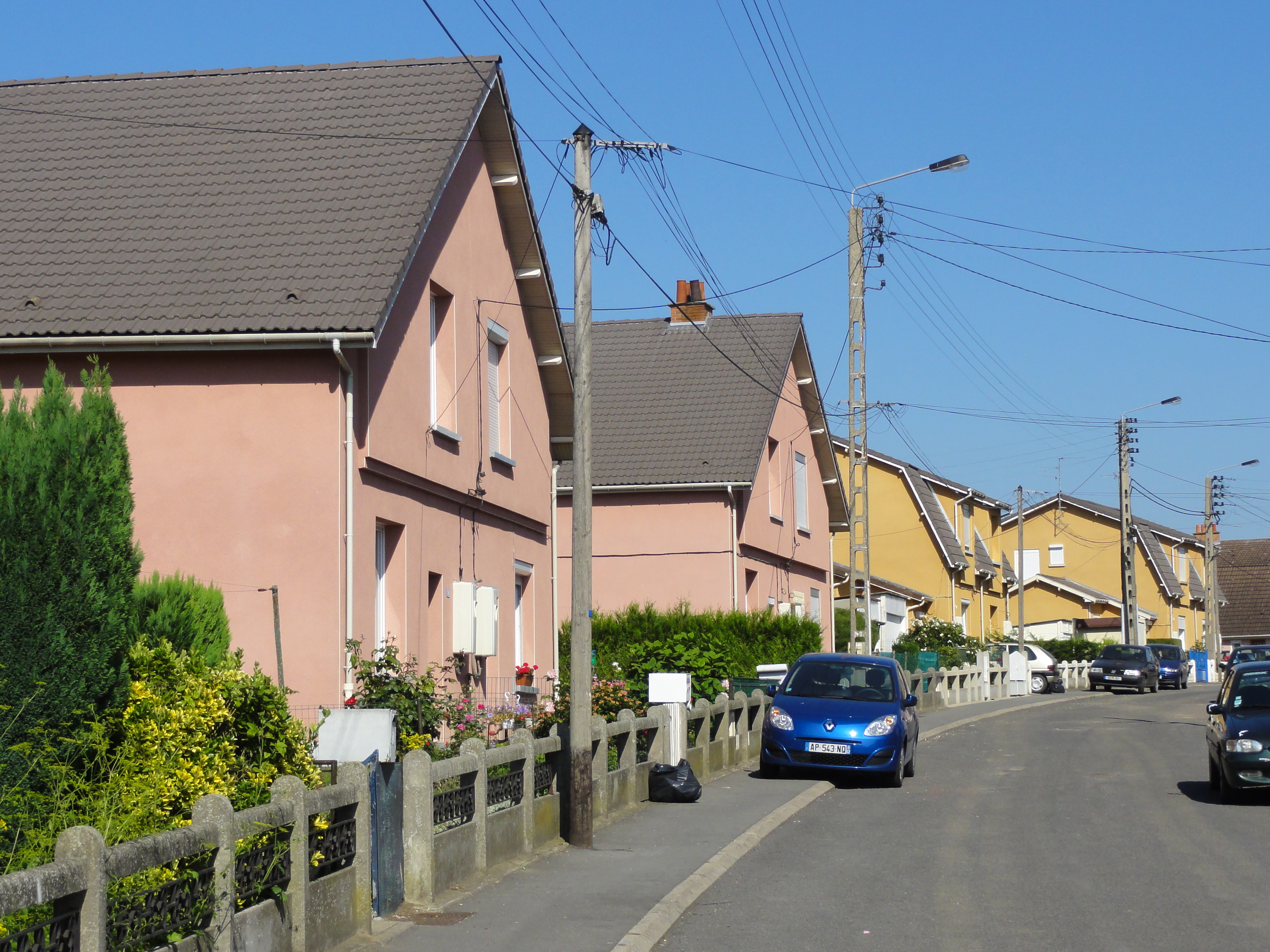
Des habitations groupées par deux.
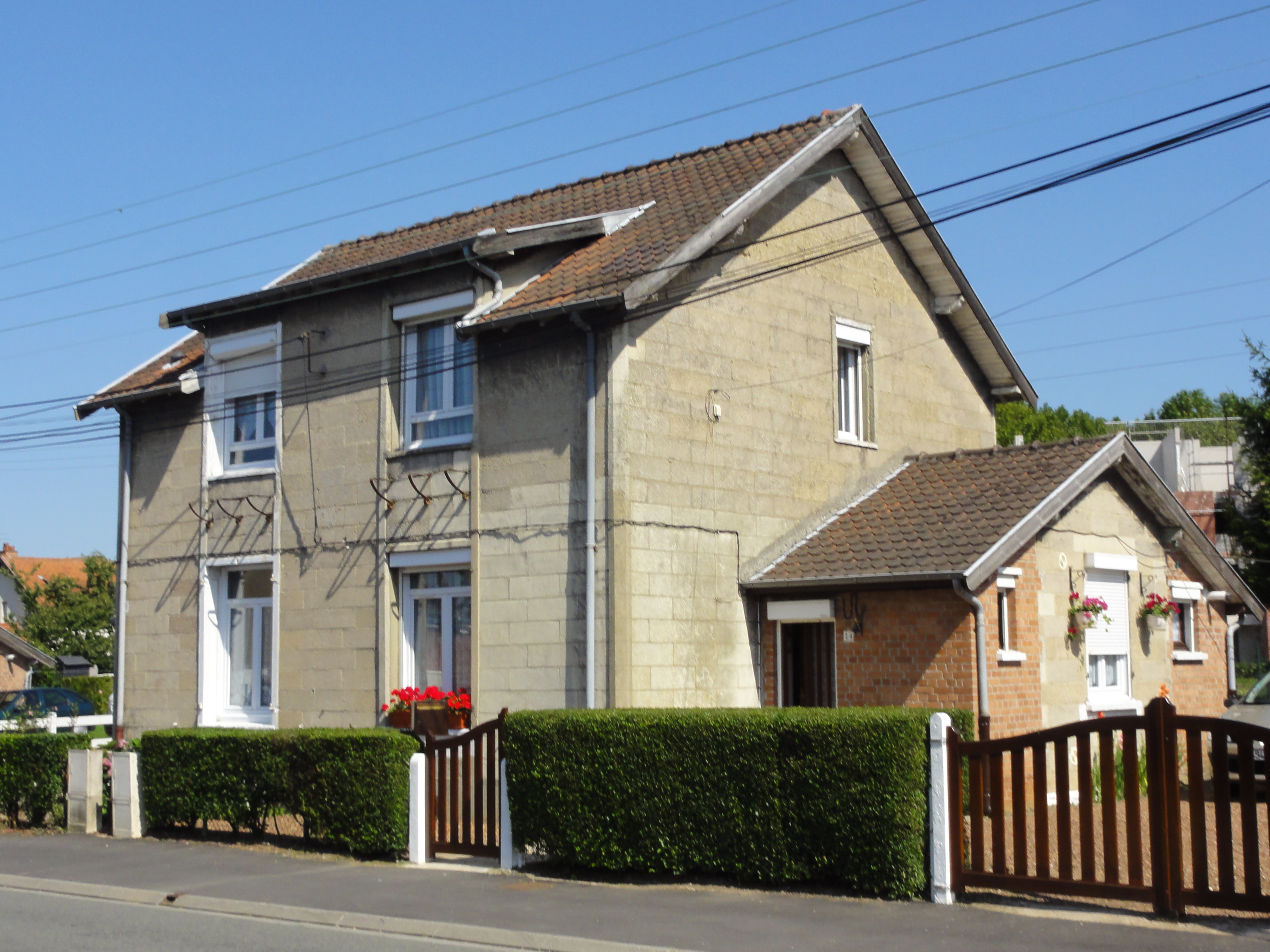
Des habitations groupées par deux.
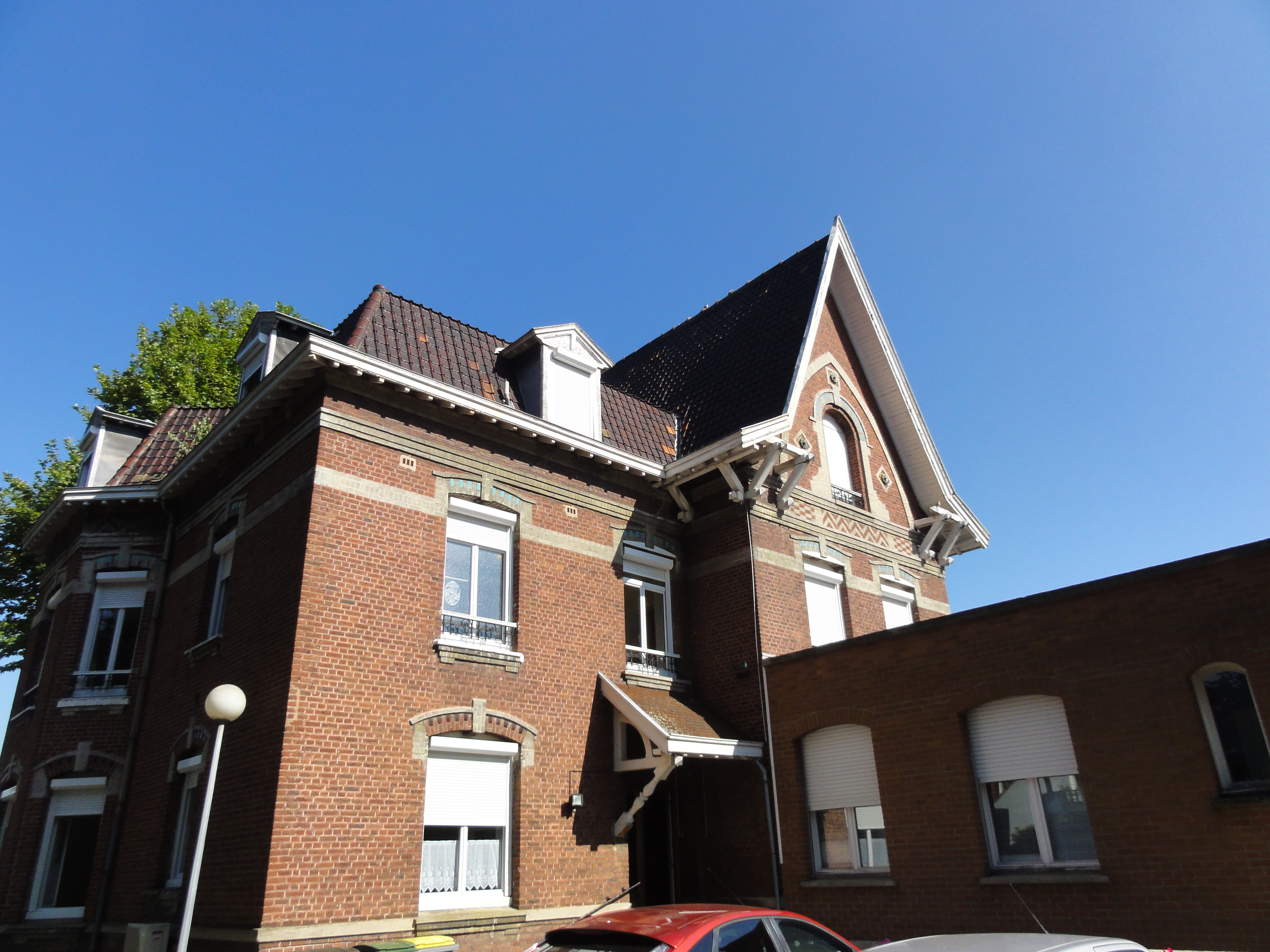
Une habitation d'ingénieur.
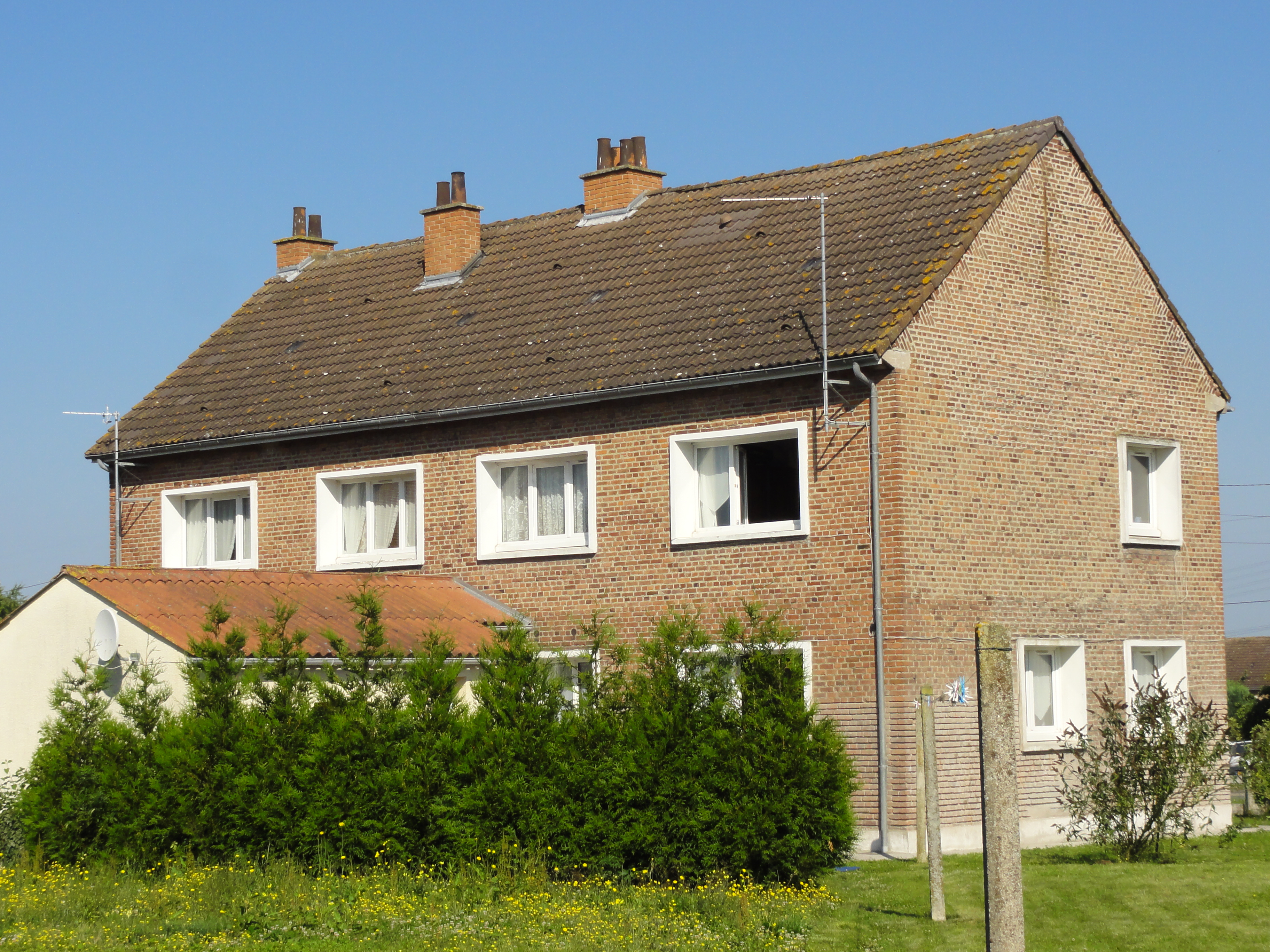
Des habitations post-Nationalisation.

### L'église Sainte-Barbe

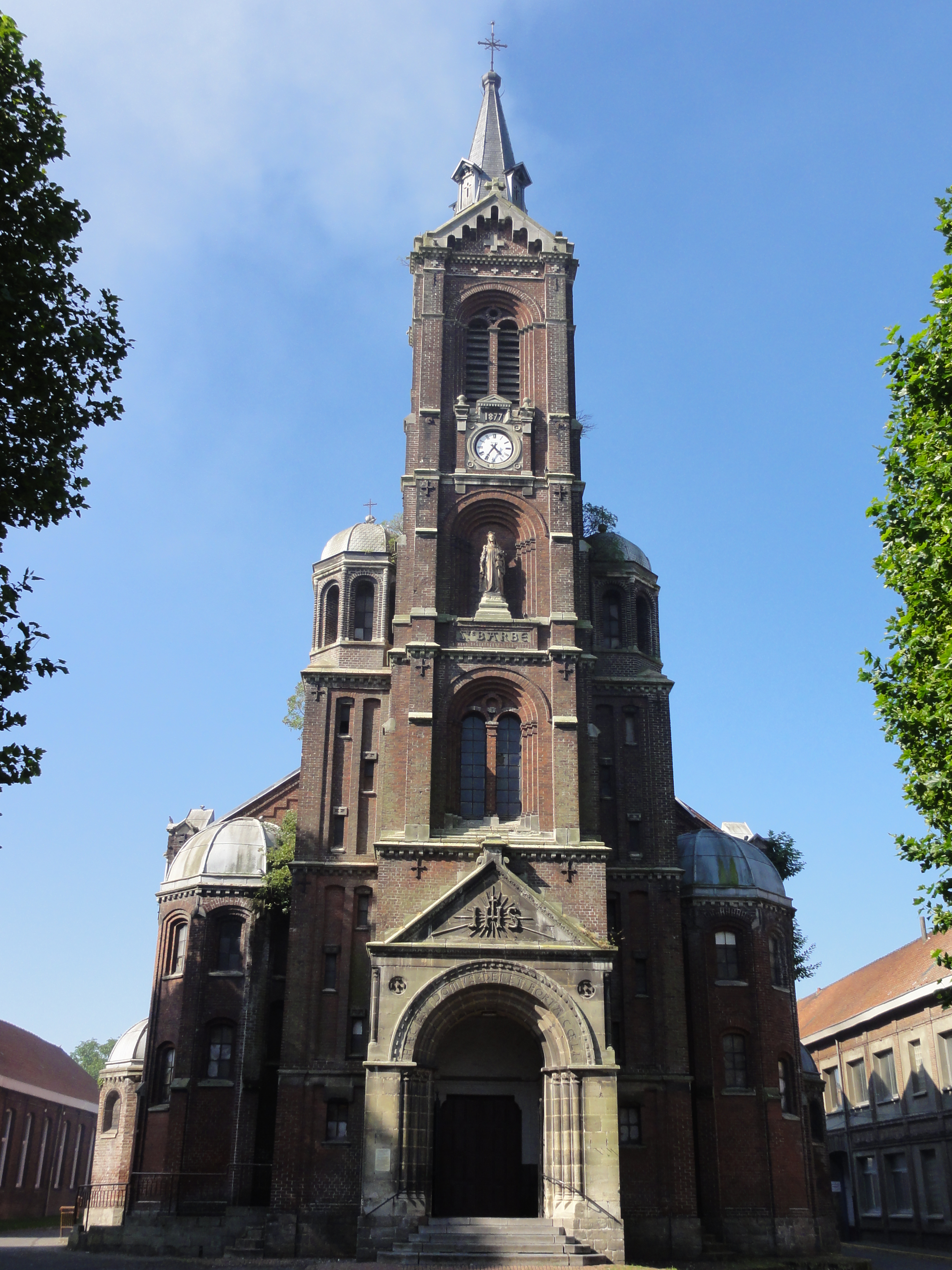
L'église.

50° 28′ 00″ N, 2° 40′ 21″ E
L'église Sainte-Barbe en totalité fait l’objet d’une inscription au titre des monuments historiques depuis le 9 octobre 2009.

### La coopérative des ouvriers mineurs
50° 28′ 03″ N, 2° 40′ 23″ E
Les façades et les toitures de la coopérative des ouvriers mineurs font l’objet d’une inscription au titre des monuments historiques depuis le 22 septembre 2010.

### La pharmacie centrale
50° 28′ 23″ N, 2° 40′ 08″ E
La pharmacie centrale a été construite en 1927. Les façades et les toitures de la pharmacie centrale font l’objet d’une inscription au titre des monuments historiques depuis le 12 janvier 2010.